# Вели Махмуд паша
Вели Махмуд паша е османски военен, държавник и велик везир на Османската империя на два пъти – 1456 – 1468 и 1472 – 1474. Румелийски бейлербей и командващ османския флот в периода, когато не е начело на Дивана.

## Биография
Роден е около 1420 г. в Ново бърдо или Крушевац. Махмуд паша, заедно с брат си Михаил, са деца от стар аристократичен произход, които се интегрират и издигат в османската йерархия до най-високите възможни позиции. Майка му е благородничка при двора на Стефан Лазаревич, а баща му произхожда от фамилията на Филантропините, владетели на Тесалия и кръвни наследници на византийската имперска фамилия на Ангелите. Леля му, сестра на баща му, е Анна Филантропина, императрица на Трапезунд.
Още от малък Махмуд расте и се възпитава в двора на султан Мурад II в Одрин, заедно с бъдещия султан Мехмед II, където и получава солидно за времето си образование.
Махмуд паша се издига в османската йерархия непосредствено след неуспешната османска обсада на Белград (1456). Султанът е ранен, а Махмуд като негов сподвижник и съратник се отличава в битката. Назначен е за бейлербей на Румелия (на мястото на починалия от раните си Караджа паша) и велик везир на Османската империя. Благодарение на брат си, който като велик войвода е един от тримата регенти на Сръбското деспотство (заедно с Елена Палеологина и Стефан Бранкович), Смедеревската крепост преминава в османски ръце в края на 1450-те години, което де факто бележи края на Сръбското деспотство.
Махмуд паша, заедно с Исхак паша, са двамата османски предводители отличили се най-много в превземането на Константинопол, откогато Махмуд влиза в полезрението на хронистите. Вероятно за заслугите по превземането на Новия Рим, Махмуд е назначен за един от тримата османски везири в Дивана.
През 1455 г. Георги Бранкович моли Махмуд за посредничество пред Мехмед II. След като Смедерево е в османски ръце, Махмуд паша като румелийски бейлербей оглавява османската военна кампания срещу Деспотство Морея на Димитър Палеолог през 1460 г., слагайки края и на последната стара балканска деспотия.
През 1460-те години Махмуд паша оглавява редица османски военни кампании в Анатолия. Под негово предводителство за превзети Амасра и Синоп, след което в историята влиза и Трапезундската империя. В Анатолия срещу Махмуд паша е извършен неуспешен опит за убийство по заръка на Узун Хасан.
През месец май 1462 г. Махмуд паша е начело на огромна османска наказателна армия на север от Дунав – срещу безчинствата на Влад Цепеш. През септември 1462 г. Махмуд паша завладява Лесбос, а на следващата година слага край и на Босненското кралство. През 1463 г. срива до основи Хексамилиона и редица ненапълно разрушени стари византийски крепости в Пелопонес. През 1467 г. Махмуд паша е начело на наказателния османски поход срещу Скендербег, укрепил се в Круя.
През 1468 г. Махмуд паша е поставен начело на наказателна акция срещу Караманския бейлик, но ненадейно е снет от поста велик везир, след като Мехмед II се прибира в Константинопол. Вероятна причина за това е неуспеха му срещу Скендербег, заради предполагаемите му контакти с обкръжението на последния – сред които има и роднини на Махмуд.
След продължително разследване Махмуд паша е реабилитиран и назначен за Санджакбей на Галиполи, т.е. главнокомандващ или адмирал на османския флот. Като такъв подготвя и ръководи османската флота срещу Негропонте. Разбирайки за готвения поход, венецианците сключват съюз с Узун Хасан. Последният започва да отнема османските владения в Мала Азия и Махмуд паша е отново издигнат за велик везир, оглавявайки нова военна кампания срещу Караманския бейлик.
През 1473 г. подозиран отново от Мехмед II и обкръжението му в непотизъм заради роднински назначения в Дулкадир (една от съпругите му в харема е принцеса на Дулкадир и сестра на бейовете на Дулкадир), Махмуд паша е отново снет от длъжността „велик везир“. Срещу Махмуд паша са подигнати редица обвинения за провалената като цяло малоазийска военна кампания. През 1473 г. Махмуд паша се оттегля от политиката в имението си в Хасково.
През 1474 г. Махмуд паша прави опит в личен разговор на шах да се реабилитира пред султана. Според противоречиви сведения, Мехмед II бил склонен да му прости, но обкръжението му – не. Махмуд паша е удушен и погребан в джамията издигната от него и носеща неговото име в Истанбул. Махмуд паша е инициатор и патрон на строежа на Буюк джамия, започнат непосредствено след превземането на Константинопол на 29 май 1453 г. Строежът на джамията приключва през 1490-те години, а днес в нея се помещава Националния археологически институт с музей на Българската академия на науките – срещу сградата на Президентството на България.